# François Forel
François Marie Étienne Forel (Morges, 3 april 1813 - aldaar, 2 maart 1887) was een Zwitserse advocaat, rechter, historicus en politicus.

## Biografie
François Forel was een zoon van François Antoine Forel, een grootgrondbezitter, en van Adélaïde (Adeline) de Gasparin. In 1840 trouwde hij met Adèle Morin. Hij was actief als advocaat in Lausanne en Morges, was substituut-procureur-generaal en rechter in de districtsrechtbank van Morges. In 1837 was hij een van de mede-oprichters van de Société d'histoire de la Suisse romande, waarvan hij van 1855 tot 1879 voorzitter was. Van 1872 tot 1878 en van 1880 tot 1882 zetelde hij in de Grote Raad van Genève. In 1846 bracht hij samen met Frédéric de Gingins het werk Recueil de Chartes, Statuts et Documents concernant l'ancien évêché de Lausanne uit. In 1872 volgde de Recueil des Chartes communales du Pays de Vaud. Hij interesseerde zich voor de prehistorie en nam in 1854 deel aan opgravingen in de omgeving van Morges.

## Werken
- (fr)  Recueil de Chartes, Statuts et Documents concernant l'ancien évêché de Lausanne, 1846 (samen met Frédéric de Gingins).
- (fr)  Recueil des Chartes communales du Pays de Vaud, 1872.

- Base de données des élites suisses: 63903
- Gemeinsame Normdatei: 101891210
- Historisch woordenboek van Zwitserland: 048297
- International Standard Name Identifier: 0000 0001 0858 4141
- Système universitaire de documentation: 193905957
- Virtual International Authority File: 71380358